# Don't Leave (Snakehips e MØ)
Don't Leave è un singolo del duo britannico Snakehips e della cantante danese MØ. È stato pubblicato il 6 gennaio 2017 dalla Sony Music.

## Video musicale
Il video musicale è stato diretto da Malia James, e pubblicato il 19 gennaio 2016 sulla piattaforma Vevo.

## Tracce
Testi e musiche di Joe Janiak, Karen Marie Ørsted, Oliver Dickinson, Negin Djafari, DAVIE, Rachel Keen.
1. Don't Leave – 3:34

## Classifiche
| Classifica (2017) | Posizione massima |
| ----------------- | ----------------- |
| Australia         | 11                |
| Austria           | 62                |
| Danimarca         | 11                |
| Francia           | 139               |
| Germania          | 84                |
| Norvegia          | 20                |
| Nuova Zelanda     | 16                |
| Paesi Bassi       | 67                |
| Svezia            | 78                |
| Svizzera          | 78                |